# 제이콥의 거짓말
제이콥의 거짓말(Jakob The Liar)은 헝가리에서 제작된 피터 카소비츠 감독의 1999년 코미디, 드라마, 전쟁 영화이다. 로빈 윌리엄스 등이 주연으로 출연하였고 스티븐 하프트 등이 제작에 참여하였다.

## 출연

### 주연
- 로빈 윌리엄스

### 조연
- 알란 아킨
- 밥 발라반
- 한나 테일러 고든
- 마이클 제터
- 아민 뮬러 스탈
- 리브 슈라이버
- 니나 시마스즈코

## 제작진
- 원작자: 주렉 벡커
- 공동제작: 닉 길롯
- 미술: 루치아나 아리기
- 의상: 위슬라와 스타스키
- 배역: 케리 바든
- 배역: 빌리 홉킨스
- 배역: 수잔느 스미스

## 한국어 더빙 성우진(KBS, 2004년 6월 6일)
- 배한성 - 제이콥 (로빈 윌리엄스)
- 유강진 - 커쉬바움 박사 (아민 뮬러 스탈)
- 차명화 - 리나 (한나 테일러 고든)
- 성완경 - 미샤 (리브 슈라이버)
- 이강식 - 프랑크프루터 (알란 아킨)
- 문영래 - 코왈스키 (밥 발라반)
- 안종국
- 이경자
- 이윤선
- 이종구
- 장승길
- 정옥주
- 양석정